# MT-1
満州航空 MT-1「隼型」（まんしゅうこうくう エムティー1「はやぶさがた」）は、満州国のフラッグ・キャリアであった満州航空が開発、製造し、運用も行なった旅客機である。名称の「M」は「満州航空」、「T」は"Transport=輸送機"の略である。

## 開発
満州国内の航空輸送を担って設立された満州航空であったが、奉天市（現在の瀋陽市）にあった同社の工廠では、社有機の整備のみならず、自社で用いるフォッカー スーパーユニバーサルのライセンス生産や、大日本帝国陸軍からの発注による航空機やエンジンの生産も行なっていた。こうした中、1935年にスーパーユニバーサルの後継機の自社開発が企画された。試作機は1937年4月に奉天飛行場で初飛行を行ない、結果が良好であったため、すぐに生産に突入した。

## 機体
機体は片持式単葉低翼の主翼を有し、フラップや引込式脚の装備など近代的な外観と装備を有していたが、引込式脚は手動式で離着陸時のワークロードが増えるという理由から、操縦士に敬遠されたため量産型は主脚覆い（スパッツ）を有する固定式となった。また、低翼単葉という近代的外観の主翼は全木製構造に合板か羽布張りで、胴体も鋼管溶接構造にジュラルミン外皮と羽布張りの混用という、スーパーユニバーサルから大して変わらない構造が採られており、同じ頃に開発されたDC-2や中島AT-2とは大きな差があった。
エンジンもスーパーユニバーサルのライセンス生産型と同じ寿2型改1を搭載していた。操縦士と乗客の配置も同じで、旅客席の窓には胴体のトラス構造がむき出しになっていたが、操縦士席の風防が開閉式になっているのが大きな違いであった。

## 生産・運用
構造、性能共にスーパーユニバーサルから大して発展していなかったが、それでも巡航速度200km / 時で900 kmの航続距離は、中国大陸での旅客輸送に充分であった。また、旧式構造がかえって満州航空での生産性を高めることになった。満州航空では35機を製造し、全機が満州航空での旅客輸送に従事した。また、日本国際航空工業でも20機弱が製造され、中華航空で用いられた。